# 惠特尼波托爾 (加利福尼亞州)
惠特尼波托爾（英語：Whitney Portal）是位於美國加利福尼亞州因約縣的一個非建制地區。

## 地理
惠特尼波托爾的座標為36°35′10″N 118°14′29″W / 36.58611°N 118.24139°W，而該地的平均海拔高度為2,552米（即8,373英尺）。